# Lucas Buades
Pour les articles homonymes, voir Buades.
Lucas Buades, né le 28 décembre 1997 à Muret (Haute-Garonne), est un footballeur français, qui joue au poste de milieu droit au Valenciennes FC.

## Biographie
Lucas Buades naît à Muret le 28 décembre 1997. Durant son enfance, il est un supporter de l'Olympique lyonnais, et joue au Sport Olympique Seyssois. Buades rejoint le centre de formation du Nîmes Olympique en provenance de Muret alors qu'il évolue chez les moins de 17 ans.
Le 21 août 2017, il fait ses débuts professionnels sur la pelouse de La Berrichonne de Châteauroux, en remplaçant Gaëtan Paquiez à trois minutes du terme. Le 25 juin 2019, il signe son premier contrat professionnel en faveur du Nîmes Olympique, d'une durée d'une saison. Le 19 octobre 2019, il joue son premier match de Ligue 1 face à Amiens, en remplaçant Haris Duljević à la 65e minute de jeu. Il honore sa première titularisation le 6 décembre 2019 face à l'Olympique lyonnais. Le 30 juin 2020, il prolonge son contrat jusqu'en 2022.
Le 1er juin 2021, il s'engage pour trois saisons en faveur du Rodez Aveyron Football. Pour son premier match avec le club ruthénois le 31 juillet 2021, il inscrit l'unique but de la rencontre face à Pau. Il réalise des débuts remarqués avec son nouveau club, avec notamment quatre buts lors de ses cinq premiers matchs, dont notamment un doublé à Valenciennes le 21 août. Durant sa première saison au club, il est titulaire au poste de piston droit du 3-5-2 de Laurent Peyrelade. En début de saison suivante, il perd sa place de titulaire au profit de la recrue Marvin Senaya.
Le 7 août 2024, il va finalement quitter le Rodez Aveyron Football pour s’engager au Valenciennes Football Club qui vient de descendre en National. Il remerciera sur ses réseaux sociaux, les supporters de Rodez pour leur soutien. C’est le cœur lourd qu’il quittera le club « une véritable famille dans laquelle j’ai pu m’épanouir sur et en dehors des terrains » et finira son message par « je ne vous oublierai jamais, à bientôt ». Il jouera son premier match en rouge et blanc le 10 août 2024 lors d’un match amical face à l’Espérance sportive Troyes Aube Champagne. 

## Statistiques
| Saison                | Club                  | Championnat           | Championnat | Championnat | Championnat | Coupe nationale | Coupe nationale | Coupe nationale | Coupe de la Ligue | Coupe de la Ligue | Coupe de la Ligue | Autres compétitions | Autres compétitions | Autres compétitions | Autres compétitions | Total | Total | Total |
| Saison                | Club                  | Division              | M.          | B.          | P.d.        | M.              | B.              | P.d.            | M.                | B.                | P.d.              | Comp.               | M.                  | B.                  | P.d.                | M.    | B.    | P.d.  |
| 2017-2018             | Nîmes Olympique       | Ligue 2               | 1           | 0           | 0           | 2               | 0               | 1               | -                 | -                 | -                 | -                   | -                   | -                   | -                   | 3     | 0     | 1     |
| 2018-2019             | Nîmes Olympique       | Ligue 1               | -           | -           | -           | -               | -               | -               | -                 | -                 | -                 | -                   | -                   | -                   | -                   | 0     | 0     | 0     |
| 2019-2020             | Nîmes Olympique       | Ligue 1               | 6           | 0           | 0           | 1               | 0               | 0               | 2                 | 0                 | 0                 | -                   | -                   | -                   | -                   | 9     | 0     | 0     |
| 2020-2021             | Nîmes Olympique       | Ligue 1               | 2           | 0           | 0           | 1               | 0               | 0               | -                 | -                 | -                 | -                   | -                   | -                   | -                   | 3     | 0     | 0     |
| Sous-total            | Sous-total            | Sous-total            | 9           | 0           | 0           | 4               | 0               | 1               | 2                 | 0                 | 0                 | -                   | -                   | -                   | -                   | 15    | 0     | 1     |
| 2021-2022             | Rodez AF              | Ligue 2               | 33          | 4           | 2           | 2               | 0               | 0               | -                 | -                 | -                 | -                   | -                   | -                   | -                   | 35    | 4     | 2     |
| 2022-2023             | Rodez AF              | Ligue 2               | 17          | 1           | 0           | 3               | 0               | 0               | -                 | -                 | -                 | -                   | -                   | -                   | -                   | 20    | 1     | 0     |
| Sous-total            | Sous-total            | Sous-total            | 50          | 5           | 2           | 5               | 0               | 0               | -                 | -                 | -                 | -                   | -                   | -                   | -                   | 55    | 5     | 2     |
| Total sur la carrière | Total sur la carrière | Total sur la carrière | 59          | 5           | 2           | 9               | 0               | 1               | 2                 | 0                 | 0                 | -                   | -                   | -                   | -                   | 70    | 5     | 3     |